# 1000-km-Rennen auf dem Nürburgring 1984

Streckenverlauf der Nürburgring-Grand-prix-Kurses 1984

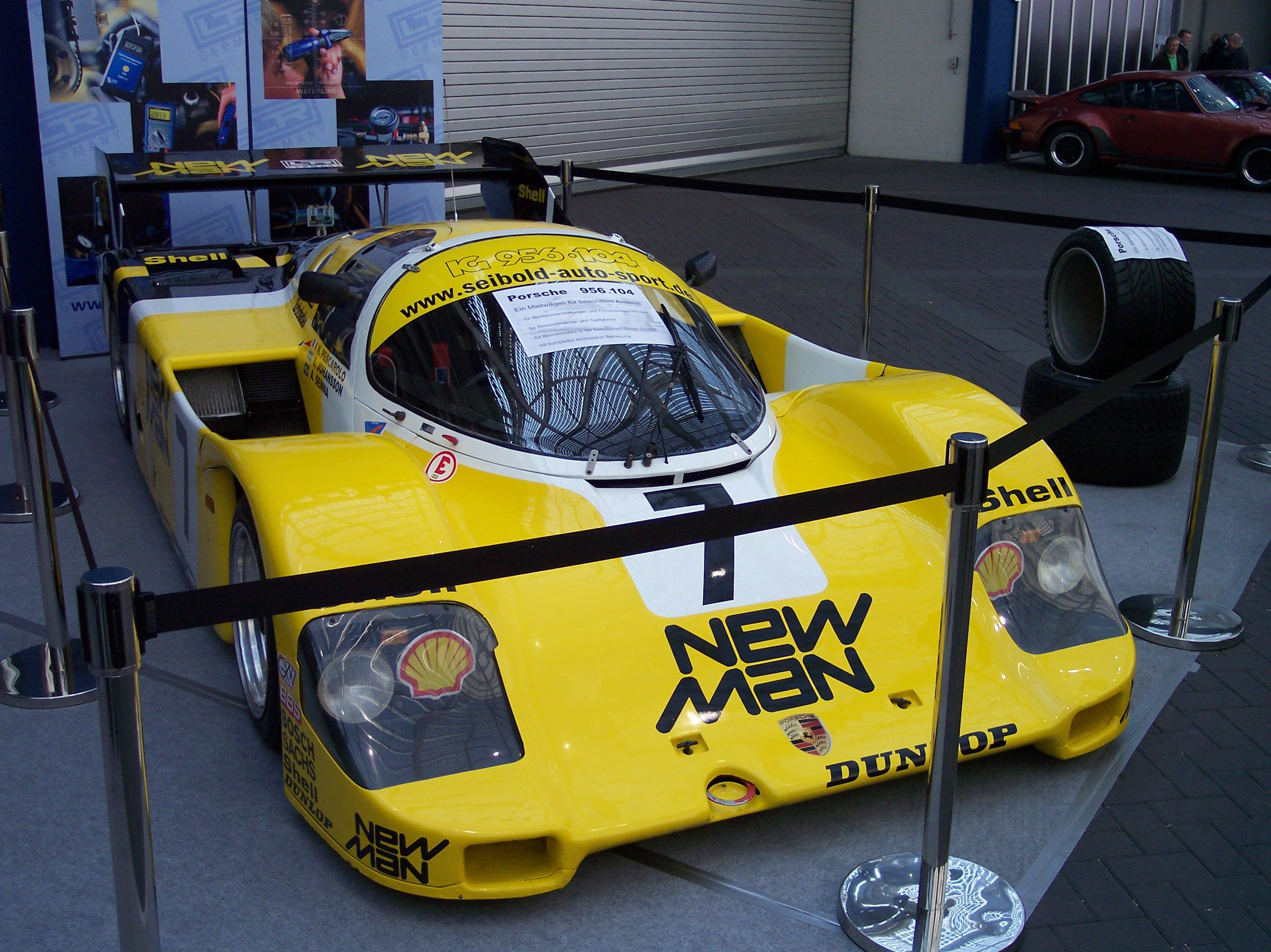
Der Joest-Porsche 956, mit dem Ayrton Senna sein einziges Sportwagenrennen bestritt

Das 30.  1000-km-Rennen auf dem Nürburgring, auch 30. Int. ADAC-1000-km-Rennen (Langstrecken-Weltmeisterschaft für Marken und Fahrer), Nürburgring, fand am 15. Juli 1984 auf dem Nürburgring statt und war der vierte Wertungslauf der Sportwagen-Weltmeisterschaft dieses Jahres.

## Das Rennen
1984 fand das 1000-km-Rennen zum ersten Mal auf der neuen Nürburgring-Grand-Prix-Strecke statt, die einen Monat davor mit einem Schaurennen eingeweiht worden war. Für die Nordschleife-Puristen war die Errichtung der neuen Rennbahn ein schwerer Eingriff in die seit 1927 existierende Rennbahn. Durch den Umbau verschwanden neben der nicht mehr genutzten Südschleife, die bei den Zuschauern populäre Start-und-Ziel-Schleife (mit Südkurve und Gegengeraden) sowie die alten Boxenanlagen mit dem Zeitnehmerturm. Die zu Beginn der Grand-Prix-Strecke vorhandene Ablehnung verspürten auch die Organisatoren des 1000-km-Rennens, die trotz eines hochwertigen Starterfelds nur 12.000 zahlende Zuschauer begrüßen durften. Damit die Veranstaltung nicht mit einem Verlust endete, wären aber 30.000 Besucher notwendig gewesen. Der spätere Mercedes-Benz-Motorsport-Chef Norbert Haug, damals Journalist bei der Fachzeitschrift auto motor und sport, schrieb über das Rennen: „Warum so wenige Zuschauer kamen, weiß kein Mensch genau – vielleicht aber deshalb: der alte Ring war für die letzten 50 Jahre gut, der neue ist es sicherlich für die nächsten 50 Jahre. Wir befinden uns gerade zwischen den beiden Abschnitten.“
Unter den Fahrern der 42 am Sonntag in der Startaufstellung stehenden Fahrzeuge befanden sich neben bekannten Sportwagenpiloten und ehemaligen Formel-1-Piloten auch neun Teilnehmer der aktuellen Weltmeisterschaft. Ein Engagement der beiden McLaren-Werksfahrer Niki Lauda und Alain Prost für Porsche scheiterte knapp vor Nennschluss an deren Honorarforderungen. Porsche hatte aber den Tyrrell-Fahrer Stefan Bellof unter Vertrag; dessen späterer Teamkollege Stefan Johansson fuhr gemeinsam mit Ayrton Senna einen Joest-Porsche 956. Dazu kamen Thierry Boutsen (im Team von John Fitzpatrick), Riccardo Patrese (bei Lancia), Jonathan Palmer, Marc Surer, Manfred Winkelhock und Mike Thackwell.
Die Entscheidung über den Rennsieg fiel unter Regen wenige Minuten vor Schluss, als der führende Fitzpatrick-Porsche 956 von Thierry Boutsen und David Hobbs noch einmal zum Nachtanken an Boxen musste und dabei die Führung und den Sieg verlor. Dabei fuhr Boutsen im Rennen lange Zeit die schnelleren Rundenzeiten als Porsche-Werksfahrer Stefan Bellof, der im Ziel mit Partner Derek Bell nach einer Fahrzeit von 6:00:43,590 Stunden 15 Sekunden Vorsprung hatte. Problemlos mit der Spitze mitfahren konnte Ayrton Senna, ehe er wegen eines Kupplungsproblems 15 Minuten an den Boxen verlor. Am Ende erreichte er mit den Partnern Johansson und Henri Pescarolo den achten Gesamtrang. Kein Rennglück hatte der schnellste Fahrer im Feld. Jochen Mass, der sich das Cockpit des zweiten Werks-Porsche mit Jacky Ickx teilte, verlor 20 Minuten an den Boxen, weil sich neue Bremsbeläge nicht sofort montieren ließen.

## Ergebnisse

### Schlussklassement
| 1                  | C1  | 2   | Rothmans Porsche                 | Stefan Bellof Derek Bell                              | Porsche 956             | 207 |
| 2                  | C1  | 33  | Skoal Bandit Porsche Team        | Thierry Boutsen David Hobbs                           | Porsche 956B            | 207 |
| 3                  | C1  | 5   | Martini Racing                   | Alessandro Nannini Paolo Barilla                      | Lancia LC2-84           | 206 |
| 4                  | C1  | 14  | Canon Racing GTI Engineering     | Jonathan Palmer Jan Lammers Christian Danner          | Porsche 956             | 205 |
| 5                  | C1  | 10  | Porsche Kremer Racing            | Manfred Winkelhock Marc Surer                         | Porsche 956B            | 204 |
| 6                  | C1  | 19  | Team Gaggia Porsche              | Oscar Larrauri Massimo Sigala                         | Porsche 956             | 203 |
| 7                  | C1  | 1   | Rothmans Porsche                 | Jochen Mass Jacky Ickx                                | Porsche 956             | 201 |
| 8                  | C1  | 7   | New Man Joest Racing             | Henri Pescarolo Stefan Johansson Ayrton Senna         | Porsche 956             | 197 |
| 9                  | C1  | 20  | Brun Motorsport GmbH             | Walter Brun Leopold von Bayern                        | Porsche 956             | 196 |
| 10                 | C1  | 12  | DS Porsche Racing Team           | Dieter Schornstein Louis Krages Volkert Merl          | Porsche 956             | 194 |
| 11                 | C1  | 55  | Skoal Bandit Porsche Team        | Rupert Keegan Guy Edwards                             | Porsche 962             | 191 |
| 12                 | C1  | 4   | Martini Racing                   | Bob Wollek Riccardo Patrese                           | Lancia LC2-84           | 189 |
| 13                 | C2  | 70  | Spice Tiga Racing                | Ray Bellm Gordon Spice Neil Crang                     | Tiga GC84               | 185 |
| 14                 | C2  | 67  | The BF Goodrich Company          | Jim Busby Pete Halsmer                                | Lola T616               | 178 |
| 15                 | C1  | 11  | Porsche Kremer Racing            | George Fouché Kees Kroesemeijer                       | Porsche CK5             | 177 |
| 16                 | B   | 106 | Helmut Gall                      | Kurt König Helmut Gall Altfrid Heger                  | BMW M1                  | 176 |
| 17                 | B   | 109 | Rolf Göring                      | Hans-Jörg Dürig Rolf Göring Fritz Müller              | BMW M1                  | 175 |
| 18                 | GTX | 65  | Tuff Kote Dinol Racing           | Jan Lundgardh Kurt Simonsen                           | Porsche 935 LI          | 174 |
| 19                 | B   | 101 | Jens Winther                     | Jens Winther Lars-Viggo Jensen David Mercer           | BMW M1                  | 174 |
| 20                 | GTX | 64  | Vittorio Coggiola                | Vittorio Coggiola Gianni Giudici Angelo Pallavicini   | Porsche 935             | 173 |
| 21                 | C1  | 18  | Obermaier Racing                 | Jürgen Lässig David Sutherland Mike Thackwell         | Porsche 956             | 171 |
| 22                 | B   | 113 | Strandell Motors                 | Kenneth Leim Götz von Tschirnhaus                     | Porsche 930             | 167 |
| 23                 | C2  | 73  | Gebhardt Motorsport              | Frank Jelinski Mario Ketterer Günther Gebhardt        | Gebhardt JC843          | 161 |
| 24                 | C2  | 80  | Jolly Club                       | Carlo Facetti Martino Finotto Alfredo Sebastiani      | Alba AR2                | 160 |
| 25                 | B   | 112 | Bernd Schiller                   | Claude Haldi Roy Baker Wolfgang Braun                 | Porsche 930             | 159 |
| 26                 | B   | 104 | Wolf-Georg von Staehr            | Wolf-Georg von Staehr Ulli Richter                    | Porsche 924 Carrera GTS | 159 |
| 27                 | C2  | 88  | Arthur Hough Pressing ARK Racing | Max Payne Chris Ashmore                               | Ceekar 83J-1            | 156 |
| 28                 | B   | 115 | Probst und Mentel                | Helge Probst Knuth Mentel Karl-Heinz Gürthler         | Porsche 928S            | 154 |
| Nicht klassiert    |     |     |                                  |                                                       |                         |     |
| 29                 | B   | 114 | Peter Reuter                     | Wolf-Dieter Feuerlein Uwe Reich Peter Reuter          | Porsche 930             | 143 |
| 30                 | C2  | 85  | Hubert Striebig                  | Max Cohen-Olivar Noël del Bello Hubert Striebig       | Sthemo SMC2             | 138 |
| Ausgefallen        |     |     |                                  |                                                       |                         |     |
| 31                 | C2  | 82  | Gianfranco Barberio              | Pasquale Barberio Gerardo Vatielli Maurizio Gellini   | Alba AR3                | 119 |
| 32                 | B   | 111 | Walter Mertes                    | Olaf Manthey Walter Mertes                            | BMW M1                  | 116 |
| 33                 | C2  | 81  | Jolly Club                       | Davide Pavia Guido Daccò Almo Coppelli                | Alba AR2                | 88  |
| 34                 | C1  | 9   | Schiesser Porsche Brun           | Hans-Joachim Stuck Harald Grohs                       | Porsche 956B            | 79  |
| 35                 | C2  | 94  | Siegfried Rieger                 | Rolf Götz Carl Kirsts Siegfried Rieger                | Rieger C2               | 64  |
| 36                 | B   | 116 | Georg Memminger                  | Georg Memminger Heinz Kuhn-Weiss Bruno Rebai          | Porsche 930             | 62  |
| 37                 | C2  | 68  | The BF Goodrich Company          | Dieter Quester Rick Knoop                             | Lola 616                | 53  |
| 38                 | B   | 102 | Racing Team Jürgensen GmbH       | Hans Christian Jürgensen Edgar Dören Jürgen Fritzsche | BMW M1                  | 48  |
| 39                 | C2  | 72  | Gebhardt Motorsport              | Jan Thoelke Udo Wagenhäuser Jürgen Weiler             | Gebhardt JC842          | 39  |
| 40                 | C1  | 38  | Motorsportclub Rosenheim e. V.   | Martin Wagenstetter Kurt Hild                         | Lotec C302              | 27  |
| 41                 | GTO | 121 | Charles Ivey Racing              | Paul Smith Pete Lovett Roger Eccles                   | Porsche 930             | 9   |
| 42                 | C1  | 48  | GWB Ford Zakspeed Team           | Klaus Niedzwiedz Klaus Ludwig                         | Zakspeed C1/8           | 2   |
| Nicht gestartet    |     |     |                                  |                                                       |                         |     |
| 43                 | C1  | 3   | Rothmans Porsche                 | Jochen Mass Jacky Ickx                                | Porsche 956             | 1   |
| 44                 | C1  | 16  | GTi Engineering                  | Vern Schuppan Christian Danner                        | Porsche 956             | 2   |
| 45                 | C1  | 34  | John Fitzpatrick Racing          | Franz Konrad David Hobbs                              | Porsche 956             | 3   |
| Nicht qualifiziert |     |     |                                  |                                                       |                         |     |
| 46                 | B   | 105 | Hobby Rallye Ticino              | Olindo Del-Thé Jean-Pierre Frey Fabio Ciseri          | Porsche 930             | 4   |
| 47                 | B   | 107 | Franz Fuchs                      | Franz Fuchs Hartmut Bauer                             | Renault 5 Turbo         | 5   |

1 Ersatzwagen
2 Unfall im Training
3 nicht gestartet
4 nicht qualifiziert
5 nicht qualifiziert

### Nur in der Meldeliste
Hier finden sich Teams, Fahrer und Fahrzeuge, die ursprünglich für das Rennen gemeldet waren, aber aus den unterschiedlichsten Gründen daran nicht teilnahmen.
| Pos. | Klasse | Nr. | Team                   | Fahrer                             | Chassis       |
| ---- | ------ | --- | ---------------------- | ---------------------------------- | ------------- |
| 48   | C1     | 39  | URD Rennwagen GmbH     |                                    | URD C81       |
| 49   | C1     | 49  | GWB Ford Zakspeed Team |                                    | Zakspeed C1/8 |
| 50   | C2     | 77  | Ecurie Ecosse          | Mike Wilds David Duffield          | Ecosse C284   |
| 51   | C2     | 90  | Spice Tiga Racing      | Ray Bellm                          | Tiga GC84     |
| 52   | C2     | 99  | JQF Engineering LTD    | Roy Baker                          | Tiga GC284    |
| 53   | B      | 117 | Claude Haldi           | Claude Haldi                       | Porsche 930   |
| 54   | GTO    | 120 | Equipe Almeras Freres  | Jean-Marie Alméras Jacques Alméras | Porsche 930   |

### Klassensieger
| Klasse | Fahrer                  | Fahrer        | Fahrer         | Fahrzeug       | Platzierung im Gesamtklassement |
| ------ | ----------------------- | ------------- | -------------- | -------------- | ------------------------------- |
| C1     | Stefan Bellof           | Derek Bell    |                | Porsche 956    | Gesamtsieg                      |
| C2     | Ray Bellm               | Gordon Spice  | Neil Crang     | Tiga GC84      | Rang 13                         |
| B      | Kurt König              | Helmut Gall   | Altfried Heger | BMW M1         | Rang 16                         |
| GTX    | Jan Lundgardh           | Kurt Simonsen |                | Porsche 935 LI | Rang 18                         |
| GTO    | kein Teilnehmer im Ziel |               |                |                |                                 |

### Renndaten
- Gemeldet: 54
- Gestartet: 42
- Gewertet: 30
- Rennklassen: 5
- Zuschauer: 15.000
- Wetter am Renntag: Regen
- Streckenlänge: 4,642 km
- Fahrzeit des Siegerteams: 6:00:43,590 Stunden
- Gesamtrunden des Siegerteams: 207
- Gesamtdistanz des Siegerteams: 940,194 km
- Siegerschnitt: 156,383 km/h
- Pole Position: Stefan Bellof – Porsche 956 (#2) – 1:28,680 = 184,384 km/h
- Schnellste Rennrunde: Jonathan Palmer – Porsche 956 (#14) – 1:32,750 = 176,293 km/h
- Rennserie: 4. Lauf zur Sportwagen-Weltmeisterschaft 1984